# Arcturus verrucosus
Arcturus verrucosus är en kräftdjursart som beskrevs av Oleg Grigor'evich Kussakin 1982. Arcturus verrucosus ingår i släktet Arcturus och familjen Arcturidae. Inga underarter finns listade i Catalogue of Life.